# Treveon Graham
Treveon Graham (nascido em 28 de outubro de 1993) é um americano jogador de basquete profissional que joga como Ala-armador do Atlanta Hawks da National Basketball Association (NBA). 
Ele jogou basquete universitário em Virginia Commonwealth University (VCU) e apesar de não ter sido selecionado no Draft da NBA de 2015, ele jogou por Charlotte Hornets e Brooklyn Nets da NBA.

## Carreira no ensino médio
Graham frequentou a St. Mary's Ryken High School em Leonardtown, Maryland, onde, como veterano, foi nomeado para a Primeira-Equipe do Washington Post All-Met após uma média de 21,5 pontos e 12 rebotes por jogo.
Graham optou por jogar sob comendo do treinador Shaka Smart na VCU depois de considerar também Boston College, Clemson, Cincinnati, Cleveland e Northeastern.

## Carreira universitária
Como calouro, Graham tornou-se parte da rotação regular da equipe e obteve médias de 7,0 pontos e 3,2 rebotes. Antes do início de sua segunda temporada, ele foi escolhido pela Sports Illustrated como um dos jogadores que mais iam evoluir no país, baseado em análises estatísticas de sua performance em poucos minutos como um novato. O desempenho de Graham melhorou significativamente em sua segunda temporada, aumentando suas médias para 15,1 pontos e 5,8 rebotes como titular em tempo integral. Seu desempenho foi bom o suficiente para lhe render uma indicação a Segunda-Equipe All-Atlantic 10.
Depois de sua segunda temporada, Graham foi chamado para a Seleção Americana de Basquetebol no Universíada de Verão de 2013 em Kazan, Rússia. Ele foi titular em 5 jogos e teve médias de 9,4 pontos e 6,8 rebotes.
Em sua última temporada, Graham obteve uma média de 16,2 pontos e 7,1 rebotes em 33 jogos. Apesar de ter sido afetado por uma lesão persistente no tornozelo em grande parte da temporada, Graham ajudou VCU de várias maneiras. Ele liderou a VCU em pontuação, rebote e em três pontos. Ele também foi o cestinha do Torneio A-10, onde VCU venceu seu primeiro torneio da conferência do Atlântico 10.
Durante a carreira universitária de Graham, ele teve uma média de 13,4 pontos, 5,8 rebotes e 1,4 assistências em 25,4 minutos por jogo.

## Carreira profissional

### Idaho Stampede (2015–2016)
Depois de não ter sido selecionado no Draft de 2015, Graham se juntou ao San Antonio Spurs para a Summer League de 2015.
Em 17 de agosto de 2015, ele assinou com o Utah Jazz, no entanto, ele foi dispensado em 20 de outubro depois de jogar em dois jogos de pré-temporada.
Em 1 de novembro, ele foi adquirido pelo Idaho Stampede da D-League como um afiliado do Utah Jazz. Em 46 jogos com o Stampede em 2015-16, ele teve uma média de 15,7 pontos, 6,1 rebotes e 1,6 assistências por jogo.

### Charlotte Hornets (2016–2018)
Em julho de 2016, Graham se juntou ao Orlando Magic na Summer League de Orlando e ao Utah Jazz na Summer Leagu de Las Vegas. 
Em 26 de julho de 2016, ele assinou com o Charlotte Hornets. Em seu segundo jogo pelos Hornets em 7 de novembro de 2016, Graham marcou seus primeiros pontos na NBA em uma vitória por 122-100 sobre o Indiana Pacers. Em 10 de abril de 2017, ele marcou 14 pontos em uma derrota por 89-79 para o Milwaukee Bucks. 
Em 29 de junho de 2018, os Hornets anunciaram que não fariam uma oferta para Graham, fazendo dele um agente livre.

### Brooklyn Nets (2018–2019)
Em 30 de julho de 2018, Graham assinou com o Brooklyn Nets. Nessa temporada, Graham jogou em 35 jogos, marcando 5,3 pontos por jogo. 
Durante a temporada, ele foi afastado por dois meses com uma lesão no tendão. Ele fez um período de reabilitação com o Long Island Nets antes de retornar aos Nets.

### Minnesota Timberwolves (2019–2020)
Em 7 de julho de 2019, Graham foi enviado para o Golden State Warriors como parte de um pacote comercial para Kevin Durant. No dia seguinte, Graham e Shabazz Napier foram negociados com o Minnesota Timberwolves em troca dos direitos de Lior Eliyahu.

### Atlanta Hawks (2020–Presente)
Em 16 de janeiro de 2020, Graham, juntamente com Jeff Teague, foi negociado com o Atlanta Hawks em troca de Allen Crabbe.

## Estatísticas

### NBA

#### Temporada regular
| Ano      | Equipe    | PJ  | PT | MPJ  | AP   | 3P   | LL   | RT  | AS  | BR | TO | PPJ |
| -------- | --------- | --- | -- | ---- | ---- | ---- | ---- | --- | --- | -- | -- | --- |
| 2016–17  | Charlotte | 27  | 1  | 7.0  | .475 | .600 | .667 | .8  | .2  | .2 | .0 | 2.1 |
| 2017–18  | Charlotte | 63  | 2  | 16.7 | .434 | .412 | .695 | 1.9 | .9  | .5 | .0 | 4.3 |
| 2018–19  | Brooklyn  | 35  | 21 | 20.4 | .335 | .297 | .818 | 3.1 | 1.0 | .4 | .2 | 5.3 |
| 2019–20  | Minnesota | 33  | 20 | 20.1 | .354 | .241 | .730 | 3.0 | .9  | .5 | .1 | 5.2 |
| 2019–20  | Atlanta   | 22  | 0  | 12.1 | .373 | .351 | .474 | 2.3 | .7  | .3 | .2 | 3.3 |
| Carreira | Carreira  | 180 | 44 | 16.0 | .383 | .333 | .691 | 2.2 | .8  | .4 | .1 | 4.2 |

### Universitário
| Ano      | Equipe   | PJ  | PT  | MPJ  | AP   | 3P   | LL   | RT  | AS  | BR | TO | PPJ  |
| -------- | -------- | --- | --- | ---- | ---- | ---- | ---- | --- | --- | -- | -- | ---- |
| 2011–12  | VCU      | 36  | 0   | 16.8 | .389 | .313 | .633 | 3.2 | .6  | .8 | .3 | 7.0  |
| 2012–13  | VCU      | 36  | 36  | 27.6 | .450 | .366 | .732 | 5.8 | 1.6 | .9 | .1 | 15.1 |
| 2013–14  | VCU      | 35  | 33  | 28.3 | .437 | .337 | .694 | 7.0 | 2.0 | .9 | .2 | 15.8 |
| 2014–15  | VCU      | 33  | 33  | 29.4 | .428 | .381 | .691 | 7.1 | 1.6 | .6 | .3 | 16.2 |
| Carreira | Carreira | 140 | 102 | 25.4 | .432 | .354 | .691 | 5.8 | 1.4 | .8 | .2 | 13.4 |

Fonte: